# Unión de Rugby del Valle del Chubut
La  Unión de Rugby del Valle del Chubut  è l'organizzazione che governa il gioco del rugby nella zona litorale della provincia di Chubut (Città di Trelew, Rawson, Puerto Madryn). La zona è stata colonizzata nella seconda parte del 1800 da immigrati gallesi, che diffusero l'amore per lo sport della palla ovale.

## Club Fondatori
- Banco Club
- Trelew R.C
- Universitario
- Bigomia Club.

## Membri al 2010
- Bigornia R.C. (Rawson)
- Patoruzu R.C. (Trelew)
- Puerto Madryn R.C. (Puerto Madryn)
- Trelew R.C. (Trelew)
- Los Jabalies (Sierra Grande, Rio Negro)

## Rappresentativa
L'Unione è rappresentata nel campionato interprovinciale da una selezione, che, nel 2010 ha partecipato al secondo livello del campionato ("Zona Ascenso") terminando al quarto posto nel girone e confermandosi per il 2011 nel secondo livello del campionato, dopo spareggio con la selezione della Unión de Rugby de los Lagos del Sur.